# Dirk-Alexander Rümelin
Dirk-Alexander Rümelin (* 15. Juli 1962 in Tübingen) ist ein deutscher Orthopäde und Autor.

## Werdegang
Rümelin studierte Humanmedizin an der Universität Frankfurt am Main. Die Approbation erfolgte 1987, die Promotion zum Dr. med. 1988. Nach mehrjähriger unfallchirurgischer und chirurgischer Tätigkeit wurde Rümelin an der orthopädischen Universitätsklinik Heidelberg zum Orthopäden ausgebildet. 1997 ließ er sich als Orthopäde mit einer Praxis in Frankfurt am Main nieder, wo er auch heute lebt und arbeitet.

## Arbeit als Autor
2003 veröffentlichte Rümelin einen Ratgeber Kursbuch Arthrose, 2005 folgte eine weitere Publikation Kursbuch künstliche Gelenke. 2014 publizierte Rümelin eine Essaysammlung „Zeit der Zumutungen“, in der er seinen Alltag satirisch-humorvoll beleuchtet.

## Veröffentlichungen
- Doktorarbeit Hormonelle Veränderungen bei kritisch Kranken : zum Einfluß von Dopamin auf die Schilddrüsen- und Nebennierenrindenfunktion. Frankfurt am Main, 1988 (Univ., Diss.).
- Ratgeber Kursbuch Arthrose. Gelenkerkrankungen effektiv vorbeugen und typgerecht behandeln. Südwest, München 2003, ISBN 3-517-06687-7
- Ratgeber Kursbuch künstliche Gelenke. Wieder schmerzfrei leben. Neueste Methoden, Operationen, Nachsorge. Südwest München 2005, ISBN 3-517-06830-6
- Essaysammlung Zeit der Zumutungen, Shaker Media Verlag 2014, ISBN 978-3-95631-164-2